# Palmarès del Torino Football Club

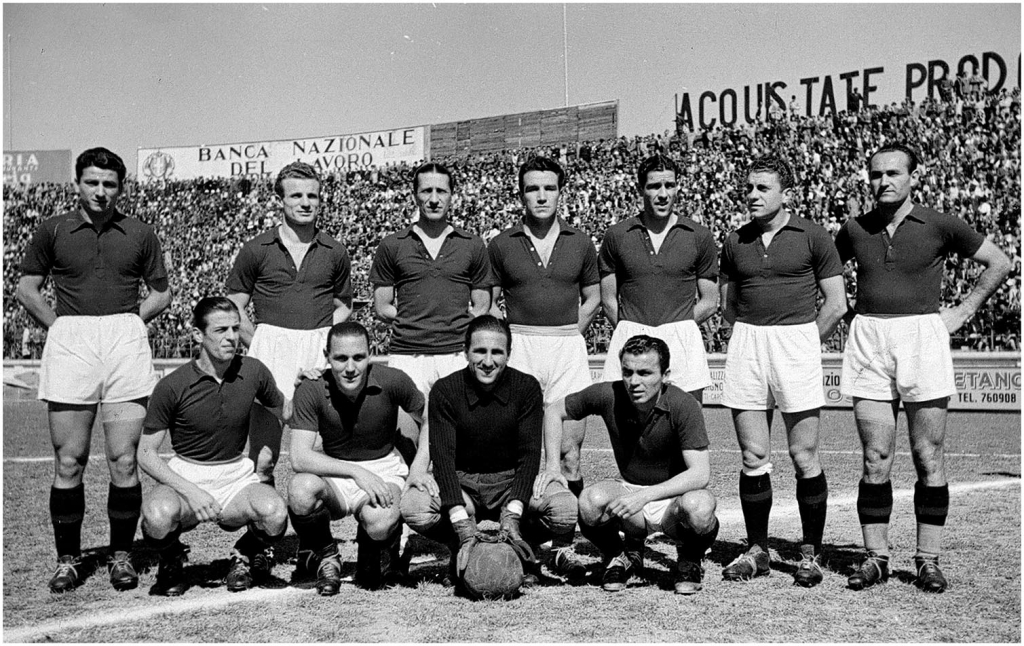
La prima formazione del Grande Torino, una delle compagini più vincenti nella storia del calcio italiano.

Il palmarès del Torino Football Club, società calcistica italiana con sede a Torino, vanta trofei italiani sia a livello seniores che giovanile.
Il primo titolo vinto nella storia del club fu la Palla d'Argento Henri Dapples nel 1908, alloro raggiunto con il nome di Foot Ball Club Torino.
La vittoria del suo primo campionato italiano avvenne nel 1927-28, mentre del 1935-36 è la conquista della prima Coppa Italia.
In ambito europeo il Torino non ha vinto alcun trofeo UEFA; la prima vittoria fuori dai confini nazionali fu il Torneo di Pentecoste 1923 a Parigi e, a livello ufficiale, la Coppa Mitropa 1991.
La squadra giovanile vinse il suo primo trofeo internazionale nel 1947 a Ginevra nel Torneo Juniors del Servette Under-20.
In ambito nazionale i primi successi di rilievo delle giovanili giunsero nell'edizione 1966-67 del campionato Primavera e di quello Allievi U-17, entrambi vinti. Il Torino giovanile vanta il record di vittorie della Coppa Italia Primavera (8), e del campionato Berretti (11).
La prima squadra vanta la maggior parte dei propri trofei negli anni quaranta del XX secolo: in tale decennio la compagine passata alla storia come Grande Torino vinse cinque scudetti consecutivi e un'accoppiata scudetto-Coppa Italia nel 1942-43.
Fruttuosi, anche se non come nel decennio citato, i periodi a cavallo degli anni sessanta e settanta, con la vittoria in due Coppe Italia e lo scudetto nel 1975-76, e dei primi anni novanta, con la finale di Coppa UEFA 1991-92 persa da imbattuto contro l'Ajax e la vittoria nella Coppa Italia 1992-93.
Grazie anche ai risultati internazionali nella citata competizione europea, tra maggio e agosto 1992 il Torino fu classificato dagli statistici dell'IFFHS come primo nella classifica di rendimento a livello mondiale.

## Prima squadra

### Competizioni ufficiali
15 trofei

#### Competizioni nazionali
|  | Titolo/i               | Anno/i                                                                      | Secondo classificato                                                                   |
|  | ---------------------- | --------------------------------------------------------------------------- | -------------------------------------------------------------------------------------- |
|  | Campionati italiani: 7 | 1927-1928, 1942-1943, 1945-1946, 1946-1947, 1947-1948, 1948-1949, 1975-1976 | 1907, 1928-1929, 1938-1939, 1941-1942, 1971-1972, 1976-1977, 1984-1985                 |
|  | Coppe Italia: 5        | 1935-1936, 1942-1943, 1967-1968, 1970-1971, 1992-1993                       | 1937-1938, 1962-1963, 1963-1964, 1969-1970, 1979-1980, 1980-1981, 1981-1982, 1987-1988 |

- Serie B: 3

1959-1960, 1989-1990, 2000-2001

### Altre competizioni

#### Competizioni nazionali
- Palla d'Argento Henry Dapples: 5

27 dicembre 1908,  3 gennaio 1909,  21 marzo 1909,  28 marzo 1909, 4 aprile 1909
- 2 Coppe Bryan Franck: 1909, 1909[3]
- 1 Trofeo Città di Biella: 1910[4]
- 1 Coppa Città di Poirino: 1910[5]
- 1 Torneo "Medaglia d'oro di Torino": 1910
- 1 Coppa Romeo Omarini (Stresa): 1910
- 1 Torneo delle Regioni: 1912
- 1 Trofeo US Lanzese: 1916[6]
- 1 Coppa Piemonte: 1916-17
- 1 Coppa "Associazione Nazionale Mutilati": 1921-1923
- 1 Torneo Eridania Rowing Club: 1923[7]
- 1 Torneo dei Gentlemens: 1925[8]
- 1 Coppa Ferretti: 1931
- 1 Coppa Barattia: 1937[9]
- 1 Coppa del Fascio: 1937
- 1 Trofeo Baravaglio: 1937[10]
- 1 Campionato Piemontese: 1944[11][12]
- 1 Trofeo 75º Anniversario A.S. Fanfulla (Lodi): 1949
- 3 Coppe Renato Dall'Ara:[13] 1967-1968; 1970-1971; 1992-1993
- 1 Trofeo Cora: 1974
- 1 Memorial Giorgio Ferrini: 1977[14]
- 1 Torneo di Alessandria: 1997
- 1 Trofeo "Camera di Commercio Provincia di Cuneo": 1997
- 1 Triangolare di Sommariva Perno: 1998
- 1 Memorial Mario Cecchi Gori: 1999
- 1 Trofeo Spagnolo: 1999
- 2 Trofei Le Alpi del Mare (Caraglio-CN): 2000, 2001
- 1 Triangolare Città di Candiolo: 2001
- 1 Memorial Alfonso Santagiuliana (Vicenza): 2008[15]
- 1 Trofeo Birra Forst - Città di Merano: 2009[16]
- 3 Trofei Città di Mondovì: 2013, 2014, 2015[17]
- 1 Bormio Cup: 2015[18][18]
- 1 Valle d'Aosta Cup: 2015[19][20]
- 1 Coppa Pizzul: 2025[21]

#### Competizioni internazionali
- 1 Torneo di Pentecoste (Parigi): 1923
- 1 Torneo Città di Nizza: 1934
- 2 Coppe Città di Torino: 1955, 1965
- 1 Coppa dell'Amicizia italo-francese: 1960 (come partecipante alla selezione italiana)
- 1 Trofeo Città di Hong Kong: 1974
- 1 Philips Trophy di Berna: 1988
- 1 Coppa del Mediterraneo (Genova): 1990
- 1 Memorial Pier Cesare Baretti: 1990
- 1 Coppa Mitropa: 1991
- 1 Trofeo Valle d'Aosta: 1999
- 1 Trofeo Monte Bianco: 2001
- 1 Triangolare Città di Lecco: 2001
- 1 Trofeo Città di Imperia - Memorial "N. Ciccione": 2002
- 1 Trofeo 80º Anniversario BKS Bielsko Biala (Pol): 2002
- 1 Trofeo del Centenario: 2007
- 1 Eusébio Cup: 2016
- 1 SportPesa Cup: 2018

### Altri piazzamenti

#### Competizioni nazionali
- Coppa Italia

Girone finale: 1968-1969
- Supercoppa italiana

Finale: 1993
- Campionato di Serie B

Secondo posto: 1998-1999, 2004-2005, 2011-2012
- Divisione Nazionale

Secondo posto: 1943-1944 (Campionato Alta Italia)

#### Competizioni internazionali
- Coppa UEFA

Finale: 1991-1992
- Coppa dell'Amicizia italo-franco-svizzera

Finale: 1962
- Coppa di Lega Italo-Inglese

Finale: 1971
- Coppa Mitropa:

Semifinalista: 1963

## Seconda squadra (squadra riserve)
- 1 Coppa Città di Saluzzo: 1910
- 1 Torneo di Ivrea: 1912
- 1 Torneo "Pastore Torino": 1918-1919
- 1 Coppa Torino: 1920
- 1 Campionato Piemontese Riserve: 1923-1924
- 2 Campionati Riserve: 1936-1937, 1941-1942
- 1 Campionato Promozione - Interregionale girone Piemontese: 1948-1949

### Altre competizioni
- 1 Torneo memorial Natale Genovese: 1969

## Terza squadra
- 1 Campionato Terza Categoria girone A (squadra riserve Torino III): 1919-1920
- 1 Campionato Terza Divisione girone A (squadra riserve Torino III): 1930-1931
- 4 Campionati Ragazzi: 1929-1930, 1930-1931, 1934-1935 (ULIC), 1939-1940 (FIGC)

## Settore giovanile

### Squadra Primavera (Under-20/19)

La formazione Primavera granata della stagione 1984-1985, vittoriosa in Campionato e al Torneo di Viareggio.

#### Competizioni nazionali
- Campionato Primavera: 9

1966-1967, 1967-1968, 1969-1970, 1976-1977, 1984-1985, 1987-1988, 1990-1991, 1991-1992, 2014-2015
- Coppa Italia Primavera: 8  (record condiviso con la Fiorentina)

1982-1983, 1983-1984, 1985-1986, 1987-1988, 1988-1989, 1989-1990, 1998-1999, 2017-18
- Supercoppa Primavera: 2

2015, 2018
- Torneo Memorial Mamma e Papà Cairo: 3

2023, 2024, 2025

#### Competizioni internazionali
- Torneo di Viareggio: 6

1984, 1985, 1987, 1989, 1995, 1998
- 6 Tornei Juniors del Servette (SVI):[22] 1947, 1948, 1949, 1950, 1951, 1966
- 2 Tornei Espoirs U-20 del CS Chenois (SVI): 1961, 1962
- 4 Tornei Juniors di Friburgo (SVI): 1964, 1965, 1967, 1968
- 1 Trofeo Dossena: 1979
- 1 Torneo Juniores U-19 di Naters (SVI):[23] 2008

### Squadra Berretti (Under-18)

#### Competizioni nazionali
- 11 Campionati Nazionali Dante Berretti (record): 1973-1974, 1974-1975, 1977-1978, 1980-1981, 1985-1986, 1987-1988, 1988-1989, 1991-1992, 2006-2007, 2013-2014, 2018-2019
- 11 Tornei Memorial Paolo Ferraris di Asti: 1997, 1999, 2006, 2008, 2010, 2011, 2012, 2013, 2015, 2017, 2018

### Squadra Under-18

#### Competizioni nazionali
- 1 Campionato Nazionale Under-18: 2024-2025

### Squadra Under-17 (Allievi)

#### Competizioni nazionali
- 6 Campionato Allievi Nazionali: 1966-1967, 1971-1972, 1972-1973, 1975-1976, 1979-1980, 2024-2025

#### Competizioni internazionali
- 5 Tornei Internazionali Carlin's Boys di San Remo:[24] 1968, 1980, 1989, 2001, 2008
- 5 Torneo Internazionale Maggioni-Righi":[25] 1987, 1999, 2000, 2008, 2013
- 2 Trofeo Giovanile Internazionale di Città di Arco "Beppe Viola":[26] 1993, 2018
- 16 Trofei Lascaris Memorial "Mario Dilda": 1975, 1976, 1977, 1979, 1980, 1981, 1982, 1984, 1986, 1987, 1989, 1999, 2003, 2005, 2006, 2008
- 3 Trofei Internazionali Giulietta & Romeo: 1989, 1991, 1994
- 1 Torneo Internazionale Nereo Rocco:: 1992
- 2 Tornei U16 Cavaliere Angelo Agnelli (Bergamo): 1992, 1996
- 2 Tornei Internazionali Città di San Bonifacio-Trofeo Ferroli: 1995, 1996

### Squadra Under-15 (Giovanissimi)

#### Competizioni nazionali
- 2 Campionati Giovanissimi Nazionali: 1984-1985, 1999-2000

#### Competizioni amichevoli
- 4 Tornei Internazionali "Piccole Grandi Squadre": 1994, 1995, 1996, 1997
- 1 Torneo Internazionale Memorial "Carletto Annovazzi": 1994
- 2 Memorial Gianluca Bergamin: 1998, 1999
- 1 Memorial "Flavio Frontali": 2002
- 1 Memorial Gaetano Scirea, Torneo di Cinisello Balsamo: 2003
- 1 Memorial Giacomo Ametis: 2004
- 2 Memorial Beppe Unere - Asti:[27] 2010, 2011

### Squadre Under-14/13/12 (Esordienti)

#### Competizioni amichevoli
- 8 Tornei di Asti - Memorial "Vittorio Belangero": 1996, 1997, 1999, 2000, 2001, 2005, 2009, 2010
- 1 Trofeo Internazionale "Stefano Maggioncalda": 2003
- 2 Memorial Vincenzo Muccioli (San Patrignano): 2007, 2010
- 1 Torneo Città di Abano Terme: 2007
- 2 Memorial Niccolò Galli: 2007, 2008
- 1 Trofeo "Ildo Bellini": 2008
- 1 Trofeo Beretta (Barzanò): 2008
- 1 Memorial Renato Ferri: 2008
- 2 Trofei Città di Borgaro Torinese: 2008, 2010
- 2 Tornei Città di Montecatini: 2008, 2009
- 2 Memorial Garnero Settimo Torinese: 2008, 2009
- 3 Trofei "Costa Gaia" di Alcamo (TP): 2008, 2009, 2010
- 1 Torneo Braga - Torino: 2009
- 2 Memorial Manilo Selis: 2009, 2013
- 1 Torneo Borgo e le sue Valli: 2009
- 1 Memorial Russo: 2009
- 1 Memorial Castellani: 2009
- 1 Memorial "Borsello" - Borgaro Torinese: 2009
- 2 Tornei Internazionali Calcio Canegrate: 2009, 2011
- 1 Torneo "Don Bosco Cup" - Torino: 2009
- 1 Torneo "Città di Genova": 2009
- 1 Torneo "Città di Imperia": 2009
- 1 Torneo "Città di Alessandria": 2010

### Squadre Under-11 (Pulcini)
- 2 Tornei Alpi Apuane: 2011, 2012

#### Competizioni Internazionali
- 2 Europe Cup U-11:[28] 1999, 2000

#### Competizioni amichevoli
- 2 Memorial Nando Moglia: 1999, 2001
- 1 Torneo Carmelo Terzuolo: 2001
- 1 Memorial Don Mario Mascheroni (Solbiate Olona): 2008
- 1 Torneo della Pace - CBS Scuola Calcio: 2008
- 1 Pasqua Eureka - Settimo Torinese: 2009
- 1 Torneo Papà Lovera: 2009
- 1 Torneo Boris Re - Torino: 2009
- 1 Torneo "Saranno Famosi" - Agliè: 2009
- 1 Torneo Champions Kid: 2009
- 2 Tornei Città di Chieri: 2009, 2010
- 1 Memorial Masera - Trofarello: 2009
- 1 Torneo "Centenario del Cenisia": 2009
- 1 Torneo "Pallone in Maschera" - Torino: 2010
- 1 Memorial Matteini - Torino: 2010
- 1 Torneo Borgata Lesna 2001: 2010
- 1 Torneo "Tatain" - Sarzana: 2013